# 海明 (光緒乙未科進士)
海明（穆麟德轉寫：haiming；1857年1月19日—1900年7月24日，咸豐六年十二月二十四日巳時－光緒二十六年六月二十八日午時），爱新觉罗氏，清朝宗室正藍旗第四族溥字輩，清朝政治人物。

## 經歷
光緒八年（1882年）壬午科順天鄉試舉人。
光緒二十一年（1895年）乙未科第三甲第一百九十名同進士出身。五月，籤分宗人府以主事候補。
二十六年（1900年），六月二十八日，卒於庚子拳亂，年四十六歲。

## 家庭及關聯
- 十世祖：清太祖。
- 九世祖：和碩豫通親王多鐸（1614年－1649年），清太祖第十五子。
- 八世祖：多羅信郡王洞鄂（1647年－1706年），多鐸第七子，官正白旗滿洲都統，襲多羅信郡王。
- 七世祖：奉國將軍鄂齊禮（1665年－1739年），洞鄂第一子，封奉國將軍，授職散秩大臣，因病革職。
- 六世祖：宗室諾穆齊（1690年－1717年），鄂齊禮第二子，閑散。
- 五世祖：宗室穆克德穆布（1713年－1760年），諾穆齊第二子，官七品筆帖式。
- 高祖父：宗室塔進泰（1735年－1763年），穆克德穆布第二子，閑散。
- 曾祖父：宗室福和伸（1756年－1795年），塔進泰第一子，閑散。
- 祖父：宗室禮保（1793年－1834年），福達渾之子，過繼福和伸為嗣，閑散。
- 父：宗室吉順（1820年－1892年），禮保第一子，閑散。
- 母：吳佳氏，璧成正室，吳斌之女。
- 兄弟：
  - 玉桂（1847年－1848年），早卒。
  - 文炳（1851年－1860年），早卒。
  - 海綿（1864年－1871年），早卒。

### 妻子
正室：孫佳氏，孫常年之女。無側室。
海明生二子：
- 長子：宗室治溶（1880年－？年）。
- 次子：宗室治濬（1885年－？年），過繼文炳為嗣。